# Przedział jednostkowy
Przedział jednostkowy – przedział {\displaystyle [0,1]} liczb rzeczywistych. We wszystkich swych potencjalnych znaczeniach jest on prawie zawsze oznaczany literą {\displaystyle I.} Odgrywa on fundamentalną rolę w teorii homotopii, gałęzi topologii.

## Własności
przestrzeń metrycznazwarty, ściągalny, łukowo spójny.
przestrzeń topologicznahomeomorficzny z rozszerzoną prostą rzeczywistą, jest jednowymiarową analityczną rozmaitością o brzegu {\displaystyle \{0,1\}} o standardowej orientacji od {\displaystyle 0} do {\displaystyle 1.}
podzbiór liczb rzeczywistychmiara Lebesgue’a równa {\displaystyle 1,} uporządkowany liniowo, jest kratą zupełną (każdy podzbiór przedziału jednostkowego ma kres górny i kres dolny).

## Inne znaczenia
W literaturze termin „przedział jednostkowy” może oznaczać również inne przedziały, takie jak {\displaystyle (0,1],} {\displaystyle [0,1),} czy {\displaystyle (0,1).} Zwykle jednak pojęcia tego używa się w stosunku do przedziału domkniętego {\displaystyle [0,1].}
Czasami nazwy „przedziału jednostkowego” używa się w odniesieniu do obiektów pełniących podobną rolę w różnych gałęziach matematyki, analogiczną do tej jaką pełni {\displaystyle [0,1]} w teorii homotopii. Przykładem może być teoria kołczanów, gdzie analogonem przedziału jednostkowego jest graf o zbiorze wierzchołków {\displaystyle \{0,1\}} zawierający jedną krawędź {\displaystyle e} skierowaną od {\displaystyle 0} do {\displaystyle 1.} Można także zdefiniować pojęcie homotopii pomiędzy homomorfizmami kołczanów analogiczną do homotopii między funkcjami ciągłymi.